# Claudette Dekarz
Claudette Dekarz (ur. 27 sierpnia 1962) – francuska judoczka. Brązowa medalistka mistrzostw Europy w 1982, a także akademickich MŚ w 1984. Mistrzyni Francji w 1982 roku.